# Espacio Económico Euroasiático
El Espacio Económico Euroasiático, actualmente renombrado Espacio Económico Único, es un mercado común establecido en 2012, cuyo objetivo es conformar un espacio único integrado por los países miembros con el fin de facilitar el movimiento de personas, mercancías, servicios y capitales dentro de la Unión Económica Euroasiática. Está inspirado en el modelo de mercado interior común del Espacio Económico Europeo (EEE).

## Historia
El Espacio Económico Euroasiático fue el desenlace de la abolición de las fronteras aduaneras entre Rusia, Bielorrusia y Kazajistán en julio de 2011. Su creación fue sustentada sobre tres tratados: el de su constitución en 2003, el de su ratificación en 2007, y el de 2011, anunciando la creación del espacio económico y la formación de un mercado común. En 2015 el tratado se extendió para incluir también a Armenia y Kirguistán.

## Actualidad
El tratado original del Espacio Económico Euroasiático dejó de tener efecto una vez que el mismo fuera incorporado en el marco legal del EEE, cambiando su nombre en Espacio Económico Único.